# Meno (Plato)
De Meno is een van de socratische dialogen van Plato, waarschijnlijk tussen 386 en 382 v.Chr. geschreven. Dit werk markeert een keerpunt in Plato's filosofische ontwikkeling: daar waar zijn eerdere werken puur 'aporetisch' (dat wil zeggen in een aporie, een situatie zonder antwoord) eindigden, wordt in de Meno een nieuwe bron van zekere kennis aangeboord. Als de gesprekspartners er nl. niet in slagen te definiëren wat aretè is ('voortreffelijkheid' of 'deugd', een brede term, hier vooral op de politiek toegepast), wordt de vraag gesteld of wij überhaupt wel iets kunnen leren. Plato's antwoord op deze vraag kan gezien worden als het eerste optreden binnen de westerse filosofie van het idee van de aangeboren kennis. Plato zegt namelijk dat onze kennis in feite een herinneren is van eerder bezeten kennis, een opvatting die bekend is geworden onder de naam anamnese.

## Deelnemers aan het gesprek
De handeling speelt zich rond 402/401 v.Chr. af. Meno, een rijke Thessaliër en bewonderaar van Gorgias, is op bezoek in Athene. Hij heeft daar een gesprek met Socrates, waarin zich tegen het einde ook zijn gastheer Anytus mengt, een van de aanklagers enkele jaren later van Socrates, zoals te lezen is in de Apologie. Voorts wordt een van Meno's slaven bij het gesprek betrokken, ter staving van een these van Socrates.

## Inhoud
De structuur van de Meno is eenvoudig en helder, en men kan er vijf 'scènes' in onderscheiden.

### Openingsgesprek van Socrates en Meno(70a - 82b)
Op Meno's dringende vraag of de aretè onderwezen kan worden, of dat deze aangeboren is, luidt Socrates' laconieke antwoord dat hij eerst weleens zou willen weten wat aretè is. In eerste instantie antwoordt Meno dat er meerdere 'deugden' zijn, bijvoorbeeld die van een vrouw, van een man, van een kind, etc. Hij geeft dus een definitie door middel van een opsomming, iets wat Socrates niet als antwoord accepteert. Het is als wanneer iemand op de vraag: 'Wat is kleur?' zou antwoorden: 'Kleur, dat is rood, dat is blauw, groen, etc.' Meno begrijpt het idee, maar ook samen met Socrates slaagt hij er niet in het wezen van de aretè in een definitie te vatten. Meno vergelijkt Socrates nu met een sidderrog die zijn geest verdooft (tot nu toe dacht hij nl. heel wat te weten over aretè). Dan stelt Meno de vraag of het eigenlijk wel mogelijk is hetgeen men niet kent te leren kennen: hoe weet men bijvoorbeeld dat het gezochte gevonden is? Men kende dat immers niet? Socrates introduceert nu de theorie van de anamnese: van wijzen, priesters en priesteressen, heeft hij gehoord dat de ziel onsterfelijk is, en in eerdere levens alles al heeft gezien. Onze kennis (opgedaan in de ideeënwereld) wordt daarmee herinneren. Door de 'schok van de geboorte' verliest de ziel die kennis weliswaar, maar niet definitief, want door oefening en associaties kan deze weer geactiveerd worden. Hij stelt voor dit kenproces aanschouwelijk te maken door een onderhoud met Meno's slaaf.

### Onderhoud met Meno's slaaf(82b - 86c)
Om te laten zien dat iemand ook zonder dat hem wiskundige kennis is bijgebracht, een wiskundig probleem kan oplossen (waarbij de aanname is dat hij dit doet op grond van het actueel maken van latente kennis), legt Socrates aan een van Meno's slaven een vraagstuk voor: hoe kan de oppervlakte van een gegeven vierkant verdubbeld worden? Nadat de slaaf enkele voor de hand liggende foute antwoorden heeft gegeven, wordt hij middels vragen van Socrates tot het goede antwoord geleid. Socrates pretendeert dat de slaaf de oplossing zelf gevonden heeft en dat de slaaf deze kennis dus latent bezeten moet hebben vanaf zijn geboorte. Dan, de draad van het betoog oppakkend, zegt Socrates dat nu aangetoond is, dat kennisverwerving mogelijk is. Men 'herkent' de waarheid wanneer men haar gevonden heeft.

### Socrates en Meno(86c - 90b)
Meno komt nu terug op zijn vraag over de leerbaarheid van de aretè, waarop Socrates een andere benadering kiest. Als ze een (vorm van) kennis is, kan ze onderwezen worden, zo niet, dan niet. Volgens Socrates is de aretè een (vorm van) kennis.

#### Socratische paradoxen
Deze opvatting maakt deel uit van de zgn. 'Socratische paradoxen'. Hieronder verstaat men de in de vroege dialogen van Plato verspreid voorkomende, en ook aan de historische Socrates toegeschreven opvattingen dat:
- Ieder zijn eigen geluk nastreeft;
- Ieder die het goede kent, dit ook zal doen;
- Aretè een (vorm van) kennis is.

Zoals de latere Plato de wiskunde als een voorbeeld-discipline zal zien voor alle kennis, zo refereerde Socrates vaak aan de ambachten, als voorbeeld voor de (ken)processen op ethisch gebied. Iemand die zich de smeedkunst heeft eigen gemaakt, is een smid, en zo is iemand die rechtvaardigheid geleerd heeft rechtvaardig. Vandaar de gelijkstelling van aretè met kennis, met dit verschil dat een dokter ook bewust zijn ambt slecht kan uitoefenen, als hij dat wil, maar iemand die weet wat aretè is zal nooit 'het slechte' doen. De grondslag voor deze laatste opvatting zou men als volgt kunnen formuleren: In antwoord op de tegenwerping dat mensen toch, ondanks dat ze weten wat 'goed' is het 'slechte' doen, zegt Socrates dat men in zo'n geval een verkeerde calculatie maakt door (bijvoorbeeld) een dichterbij staand 'genot' als begerenswaardiger te zien dan een verderaf gelegen 'goed'. Maar als men de juiste kennis had, zou men in deze situaties de juiste calculatie maken, en dus het 'goede' kiezen en doen.
Socrates' psychologie is al met al sterk intellectualistisch, iets waar Aristoteles hem al om bekritiseerde. Alle 'deugden' (vormen van aretè) zijn deelgebieden van de kennis van goed en kwaad, bijvoorbeeld de deugd moed behelst de kennis van wat wel en niet gevreesd moet worden. Ook Plato zelf onderschreef deze opvattingen, maar zijn latere psychologie is aanzienlijk uitgebreider en complexer geworden.

### Socrates, Meno en Anytus(90b - 95a)
Maar dan rijst de vraag: wie zijn dan degenen die deze kennis onderwijzen? Anytus komt er bij. Socrates verwijst naar de Sofisten als leraren van de aretè, maar deze suggestie wordt verontwaardigd van de hand gewezen door Anytus. Elke vooraanstaande burger kan zijn kinderen de aretè bijbrengen, is zijn opvatting. Socrates wijst erop, dat de praktijk echter genoeg voorbeelden laat zien van het tegendeel. Kijk maar naar Themistocles en Pericles: die zijn er kennelijk niet in geslaagd om hun zoons aretè bij te brengen. Hierop loopt Anytus boos weg.

### Afsluitend gesprek van Socrates en Meno(95a - 100b)
Hoe verklaren we dan het optreden van onze politici? Hun aretè berust veeleer op een juiste doxa (opvatting, oordeel, mening). Het is als met de weg naar Larissa: hij die deze weg door en door kent, heeft kennis; zij die moeten afgaan op aanwijzingen van anderen hebben deze kennis niet. Dit kan soms goed uitpakken, maar er is geen garantie. Als het optreden van de Atheense politici succesvol is, dan gebeurt dat onder invloed van een soort inspiratie, maar ze missen de echte kennis, en daarom kunnen ze hun aretè ook niet overdragen op hun nageslacht. Maar daarmee weten we nog steeds niet wat aretè is.

## Nederlandse vertalingen
- Plato, Verzameld werk, vol. 11, Protagoras - Menon, vert. Hans Warren en Mario Molegraaf, 2001. ISBN 9789035125971
- Plato, Charmides, Lysis, Menoon, vert. Onno Damsté, 1965
- Plato, "Meno", in: Verzameld werk, vol. 1, vert. Xaveer de Win, Antwerpen, Nederlandsche Boekhandel, 1965 (herdrukt 1978, 1980 en 1999)

## Andere vertalingen
- (en)  Plato, "Meno", in: J.M. Cooper en D.S. Hutchinson (eds.), Complete Works, 1997, 1838 p. ISBN 9780872203495
Grondige Engelse vertaling in één band met annotaties en toelichting